# Neuhäuseler Arm
Der Neuhäuseler Arm ist ein Naturschutzgebiet im Saarpfalz-Kreis im Saarland. Es wird vom Kirkeler Bach durchflossen. Der Neuhäuseler Arm liegt auf der Gemarkung von Kirkel beim Ortsteil Neuhäusel, nördlich der Bahnlinie. Zum Naturschutzgebiet wurde das Areal am 18. Dezember 1990 ausgewiesen.

## Schutzzweck
Als Schutzzweck wird genannt:

„Die Erhaltung, Förderung und Entwicklung oligotropher Lebensgemeinschaften auf dem Standort Niedermoor - z. B. Nasswiese, Seggenried und Gewässerverlandungszonen - von Unterwasserrasen, Schwimmblattgesellschaften und naturnaher standörtlicher Laubwälder, d. h. Hainsimsen-Buchenwald mit Übergängen zu Erlen-Bruchwald.
Diese eng miteinander verzahnten hochwertigen Standorte sollen einer Vielzahl von Pflanzen- und Tierarten, darunter zahlreichen seltenen und gefährdeten, einen geeigneten Lebensraum bieten.“